# Saison 2011-2012 du FC Lorient
Maillots
Dernière mise à jour : 20 septembre 2011.
Chronologie
Saison précédente Saison suivante
La saison 2011-2012 du FC Lorient voit le club évoluer dans le championnat de France de football.

## Transferts

### Période estivale
| Nom                   | Nationalité   | Transfert      | Provenance/Destination          | Division           |
| Arrivées              |               |                |                                 |                    |
| Jérémie Aliadière     | France        | Libre          | -                               | -                  |
| Florent Chaigneau     | France        | Fin de contrat | Le Poiré-sur-Vie                | National           |
| Mathieu Coutadeur     | France        | 2,00 M€        | AS Monaco                       | Ligue 2            |
| Adama Touré           | Mali          | -              | Paris Saint-Germain             | Ligue 1            |
| Gilles Sunu           | France        | -              | Arsenal Football Club           | Premier League     |
| Cheikh Touré          | Côte d'Ivoire | -              | Fulham Football Club            | Premier League     |
| Lucas Mareque         | Argentine     | Fin de contrat | CA Independiente                | Primera división   |
| Pedrinho              | Portugal      | Fin de contrat | Associação Académica de Coimbra | Liga ZON Sagres    |
| Innocent Emeghara     | Suisse        | 2,50 M€        | Grasshopper Club Zurich         | Super League       |
| Tristan Do            | France        | -              | Racing Club de Strasbourg       | CFA 2              |
| Julien Quercia        | France        | Fin de contrat | AJ Auxerre                      | Ligue 1            |
| Retours de prêt       |               |                |                                 |                    |
| Maxime Barthelmé      | France        | Retour de prêt | Paris Football Club             | National           |
| Gabriel Peñalba       | Argentine     | Retour de prêt | Estudiantes de La Plata         | Primera división   |
| Sebastian Dubarbier   | Argentine     | Retour de prêt | Club Deportivo Tenerife         | Segunda División B |
| Prêt                  |               |                |                                 |                    |
| Joel Campbell         | Costa Rica    | Prêt           | Arsenal Football Club           | Premier League     |
| Départs               |               |                |                                 |                    |
| Franco Sebastian Sosa | Argentine     | Fin de contrat | Boca juniors                    |                    |
| Lionel Cappone        | France        | Fin de contrat | Brest                           | Ligue 1            |
| Jérémy Morel          | France        | 2.50 M€        | Olympique de Marseille          | Ligue 1            |
| Lynel Kitambala       | France        | 2.50 M€        | AS Saint-Étienne                | Ligue 1            |
| Olivier Monterrubio   | France        | Retraite       | -                               | -                  |
| Morgan Amalfitano     | France        | Fin de contrat | Olympique de Marseille          | Ligue 1            |
| Antoine Buron         | France        | Fin de contrat | -                               | -                  |
| Givestin N'Suki       | France        | Fin de contrat | -                               | -                  |
| Jérémy Le Sourne      | France        | Fin de contrat | -                               | -                  |
| Guillaume Gégousse    | France        | Fin de contrat | -                               | -                  |
| Rafik Bouderbal       | France        | Fin de contrat | -                               | -                  |
| Alban Joinel          | France        | Fin de contrat | -                               | -                  |
| Kevin Gameiro         | France        | 11.00 M€       | Paris SG                        | Ligue 1            |
| James Fanchone        | France        | -              | Le Havre AC                     | Ligue 2            |
| Retour de prêts       |               |                |                                 |                    |
| Francis Coquelin      | France        | fin de prêt    | Arsenal Football Club           | Premier League     |
| Prêts                 |               |                |                                 |                    |
| Cheikh Touré          | Côte d'Ivoire | -              | Aviron bayonnais football club  | National           |

### Période hivernale
| Nom                 | Nationalité         | Transfert | Provenance/Destination | Division                     |
| Arrivées            |                     |           |                        |                              |
| Lamine Gassama      | Sénégal             |           | Olympique lyonnais     | Ligue 1                      |
| Ladislas Douniama   | République du Congo |           | EA Guingamp            | Ligue 2                      |
| Wesley Lautoa       | France              |           | CS Sedan               | Ligue 2                      |
| Départs             |                     |           |                        |                              |
| Adama Touré         | Mali                | -         | Real Sporting de Gijón | Primera División             |
| Gabriel Peñalba     | Argentine           |           | Argentinos Juniors     | Primera división             |
| Sebastian Dubarbier | Argentine           |           | Córdoba CF             | Segunda División B           |
| Fabien Robert       | France              |           | Doncaster Rovers       | Football League Championship |

## Effectif

### Dirigeants
- Loïc Féry, président
- Stéphane Pédron et Christophe Le Roux, superviseur
- Ramón Ramírez et Bernard Le Roux, recrutement
- Rolland Bourse, Coordinateur sportif

## Matchs

### Coupe de France
| 32e de finale  | Le Havre AC | - | FC Lorient | Stade Jules-Deschaseaux |
| 7 janvier 2012 |             |   |            |                         |

### Coupe de la Ligue
| 16e de finale      | EA Guingamp                     | 2-3   | FC Lorient                               | Stade du Roudourou                                |                                                   |
| 30 août 2011 18H30 | El Jadeyaoui 11e · Charrier 31e | (2-1) | Knockaert 28e (csc) · Aliadière 84e 113e | Spectateurs : 5 448 Arbitrage : Sébastien Moreira | Spectateurs : 5 448 Arbitrage : Sébastien Moreira |
| 30 août 2011 18H30 | Rapport                         |       |                                          | Spectateurs : 5 448 Arbitrage : Sébastien Moreira | Spectateurs : 5 448 Arbitrage : Sébastien Moreira |

| 8e de finale          | Montpellier HSC                                                                                       | 1–2     | FC Lorient                                                                                         | Stade de la Mosson                                    |                                                       |
| 26 octobre 2011 18H45 | Giroud 65e · Belhanda 27e · Bocaly 48e · Pitau 52e · Bocaly 55e · Giroud 83e                          | (0-1)   | 14e Emeghara · 69e Campbell · 52e Coutadeur · 82e Peñalba                                          | Spectateurs : 4 787 Arbitrage : Jean-Charles Cailleux | Spectateurs : 4 787 Arbitrage : Jean-Charles Cailleux |
| 26 octobre 2011 18H45 | Rapport                                                                                               |         | | Spectateurs : 4 787 Arbitrage : Jean-Charles Cailleux | Spectateurs : 4 787 Arbitrage : Jean-Charles Cailleux |
| 26 octobre 2011 18H45 | Landreau, Bocaly, Yanga-Mbiwa, El Kaoutari, Jeunechamp; Pitau, Saihi; Cabella, Belhanda, Kabze; Koita | Équipes | Lecomte; Baca, Koné, Ecuele Manga, Le Lan; Autret, Coutadeur, Romao, Monnet-Paquet; Emeghara, Sunu | Spectateurs : 4 787 Arbitrage : Jean-Charles Cailleux | Spectateurs : 4 787 Arbitrage : Jean-Charles Cailleux |

| 1/4 de finale         | Le Mans FC | 0–1   | FC Lorient | MMArena                                         |                                                 |
| 11 janvier 2012 18H45 |            | (0–0) | 70e Sunu   | Spectateurs : 7 183 Arbitrage : Philippe Malige | Spectateurs : 7 183 Arbitrage : Philippe Malige |
| 11 janvier 2012 18H45 | Rapport    |       |            | Spectateurs : 7 183 Arbitrage : Philippe Malige | Spectateurs : 7 183 Arbitrage : Philippe Malige |

| 1/2 finale            | FC Lorient                       | 2–4 a.p. | Olympique Lyonnais                                           | Stade du Moustoir, Lorient |                          |
| Mardi 31 janvier 2012 | Emeghara 59e · Monnet-Paquet 68e | (0–0)    | Lacazette 80e · Briand 90+3e · Gomis 102e · Lacazette 120+2e | Arbitrage : Ruddy Buquet   | Arbitrage : Ruddy Buquet |

### Ligue 1

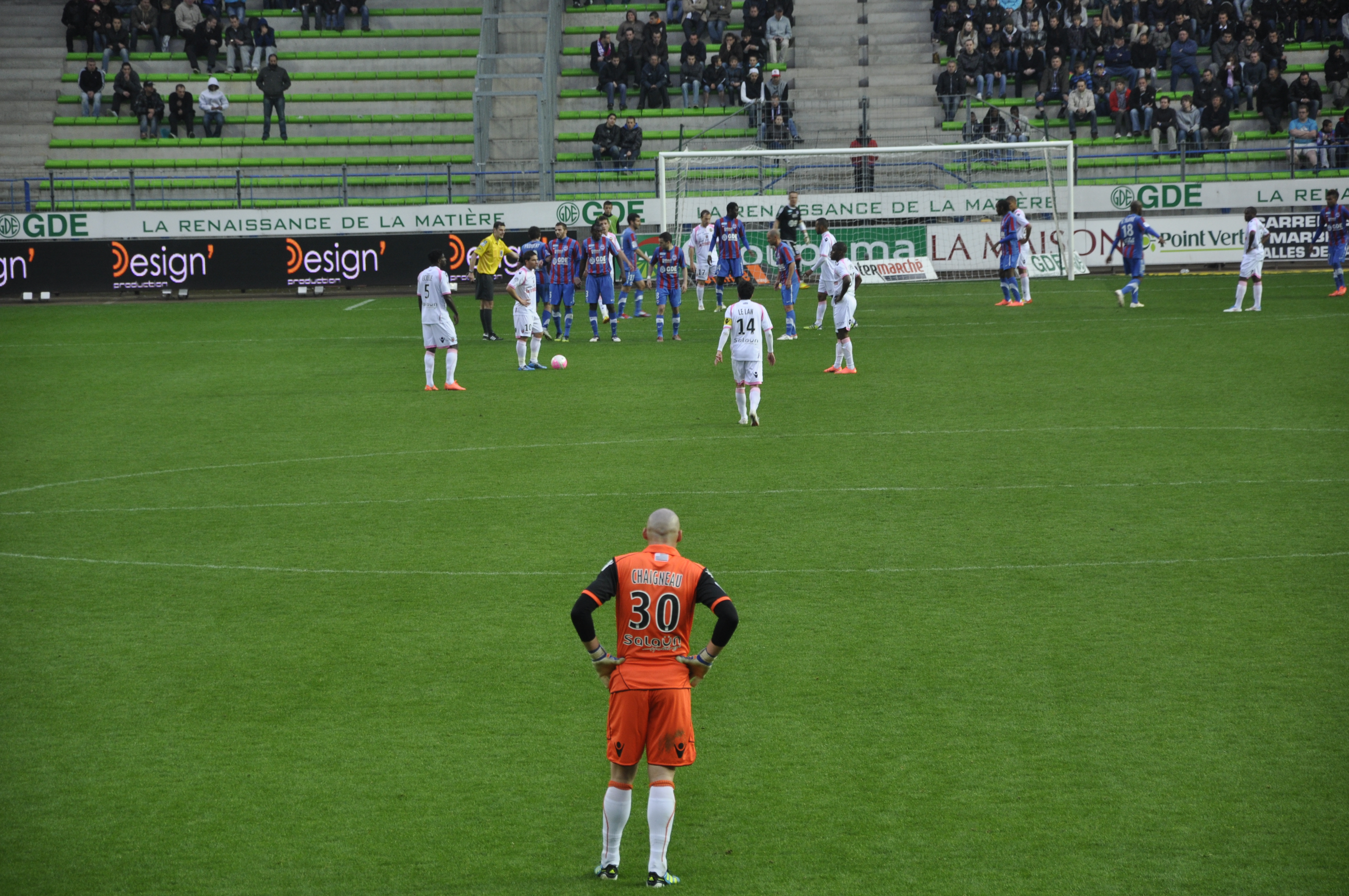
match retour contre le SM Caen.